# Onorificenze del Burundi
Elenco degli ordini cavallereschi concessi dalla Repubblica del Burundi.
Il Gran Maestro è il presidente della Repubblica del Burundi.

Stemma del Burundi

## Ordini cavallereschi
| Nastro | Onorificenza                      |
| ------ | --------------------------------- |
|        | Ordine nazionale della Repubblica |
|        | Ordine dell'Amicizia dei Popoli   |
|        | Ordine al merito patriottico      |